# Povilas Plechavičius
Povilas Plechavičius (znám také jako Pavel Plechovič; 1. února 1890 Židikai – 19. prosince 1973 Chicago) byl litevský voják, náčelník generálního štábu meziválečné litevské armády a velitel Litevského teritoriálního sboru ve druhé světové válce.

## Mládí
Narodil se v rodině bohatého sedláka a jeho matkou byla šlechtična. Byl druhým dítětem v rodině, celkem měl pět bratrů a šest sester. V roce 1908 ukončil gymnázium v Moskvě. Poté studoval obchodní školu. V roce 1914 ukončil orenburgské kozácké učiliště. Během první světové války bojoval na frontě v řadách jezdectva Ruské imperiální armády. V roce 1917 bojoval na kavkazské frontě.
Po vypuknutí Ruské občanské války se připojil na stranu bílých. V létě 1918 se vrátil na Litvu, kde se zapojil do bojů s Rudou armádou, Západoruskou dobrovolnickou armádou a polskou armádou (1920). Bylo proti němu vedeno trestní řízení za brutální vraždy vojáků Rudé armády před litevským soudem, který vynesl osvobozující rozsudek. 

## Meziválečná Litva
V roce 1924 absolvoval vyšší důstojnické kurzy v Kaunasu. V roce 1926 studoval na Vysoké škole válečné v Praze. 
Patřil mezi organizátory státního převratu ze dne 17. prosince 1926, který měl zabránit uchopení moci komunisty. Převrat vynesl k moci Antanase Smetonu, který pak úřad prezidenta země zastával v letech 1927 – 1940. Od srpna 1927 se Plechavičius stal náčelníkem generálního štábu litevské armády. V roce 1928 napsal učebnici Jízdní služba, divizní eskadra a smíšený průzkumný tým (litevsky Jojų tarnyba, divizijos eskadronas ir mišri žvalgomoji rinktinė). Dne 13. února 1929 byl proti své vůli převeden do zálohy. Příčinou byly spory s prezidentem. 
Poté se stáhl z politiky a pobýval na svých statcích. Litvu opustil po vstupu sovětských vojsk v roce 1940.

## V okupované Litvě
Po okupaci Litvy Německem v roce 1941 se vrátil. Aktivně spolupracoval s německými úřady a předsedou pověřenecké rady Petrasem Kubiliūnasem.
Byl aktivní ve vyjednávání o vzniku Litevského teritoriálního sboru a 13. února 1944 byl jmenován do jeho čela. Jeho záměrem bylo postavit litevskou národní armádu, která by měla bojovat proti sovětským a polským partyzánům, ale také proti přibližující se Rudé armádě. Jím zformované jednotky se utkaly s polskými partyzány ze Zemské armády, od kterých utrpěly porážku. 
Němci po Plechavičiusovi také chtěli, aby zajistil nábor dobrovolníků pro německé síly, ale to odmítl. S ohledem na nepřesvědčivé bojové výsledky jeho jednotek, byly rozkazem okupačních úřadů převedeny pod německé velení. Plechavičius prohlásil, že to je proti předchozím dohodám, a odmítl se rozkazu podřídit. V reakci na to byl dne 15. května 1944 německými bezpečnostními silami okamžitě zatčen a jeho jednotky byly rozpuštěny. 
Byl vězněn v koncentračním táboře Salaspils (také nazýván Lager Kurtenhof, německy Polizeigefängnis und Arbeitserziehungslager Salaspils). Začátkem srpna 1944 byl propuštěn, ale byl pod dohledem gestapa. Na konci války pobýval v Gdaňsku.

## Emigrace

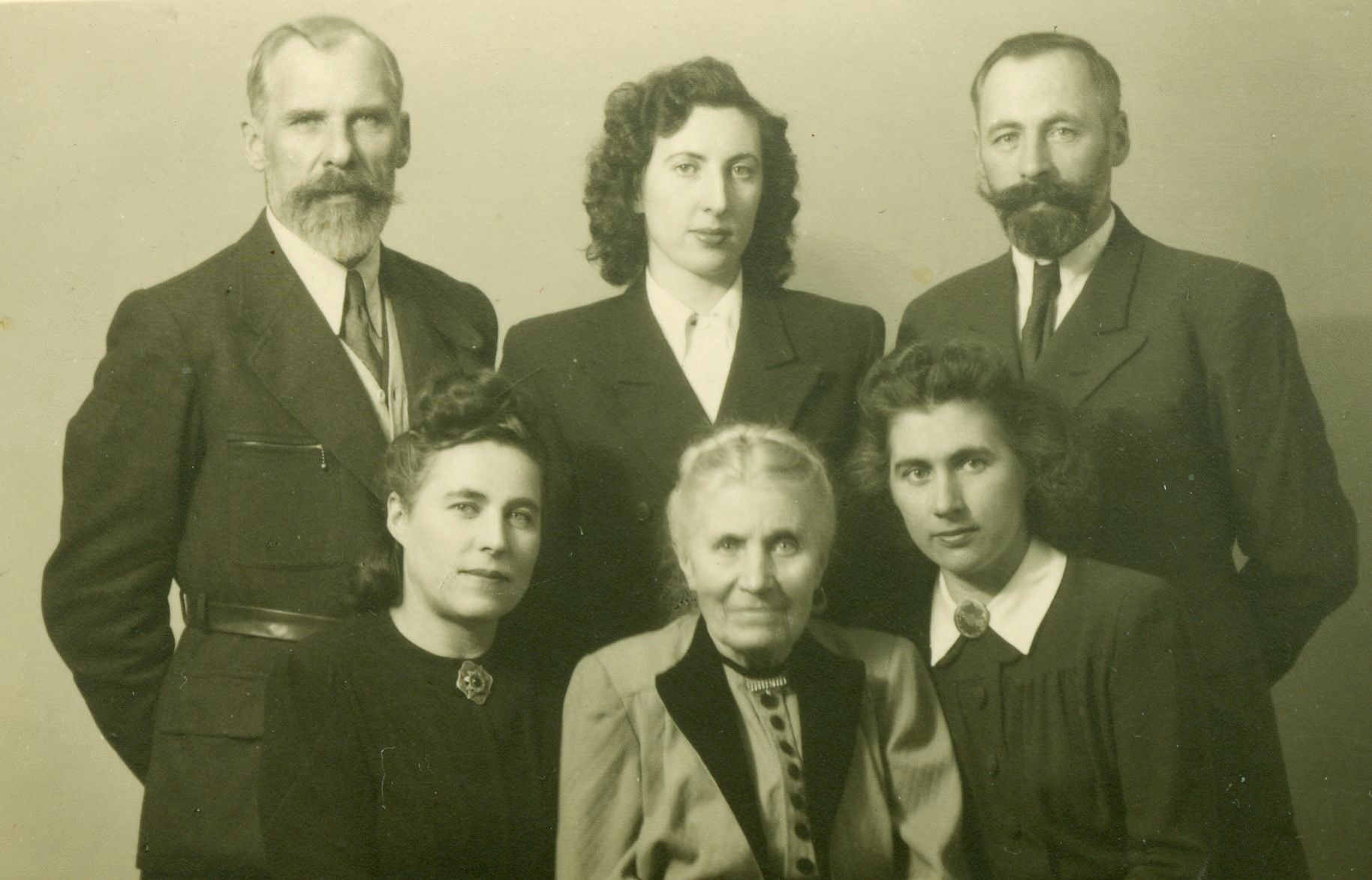
Plechavičius v kruhu své rodiny v Německu, 1947

Po válce se nacházel v britské okupační zóně. Britové ho odmítli vydat do SSSR, protože nebyl sovětským občanem. V SSSR byl obžalován za zločiny proti sovětským partyzánům a Židům. Sovětské tajné služby se ho pokusily unést, ale plán se nezdařil. 
Spolupracoval s americkou CIA. Později emigroval do USA, kde se nacházeli členové jeho rodiny. V letech 1950 – 1959 byl předsedou představenstva Svazu litevských vojenských veteránů.
Dne 19. prosince 1973 v Chicagu zemřel a byl pohřben na katolickém hřbitově svatého Kazimíra. Měl tři děti. Dceru Irenu, syny Povilase a Norbertase a tři vnoučata.
V jeho rodné obci mu byl vztyčen památník v roce 2008. V roce 2009 po něm byla pojmenovaná kadetní škola v Kaunasu.